# Градус Энглера

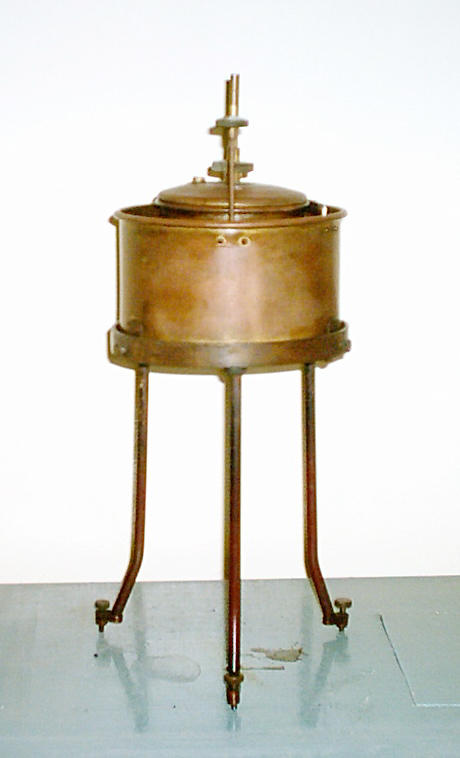
Вискозиметр Энглера

Градус Энглера, градус условной вязкости, градус ВУ (обозначение: ° Е; ° ВУ) — внесистемная единица условной вязкости (ВУ) жидкостей, применяемая в технике, особенно в нефтяной и химической промышленности, и названная по имени немецкого химика К. О. Энглера.
Число градусов Энглера определяется отношением времени истечения (в секундах) 200 см³ испытуемой жидкости при данной температуре из вискозиметра типа ВУ (Энглера) ко времени истечения 200 см³ дистиллированной воды из того же прибора при температуре 20 °C.
Перевод градусов Энглера в единицы кинематической вязкости (см²/с) производится по таблице или по эмпирической формуле Уббелоде (нем. Leo Ubbelohde):
{\displaystyle \nu =0,0731^{\circ }E-{\frac {0,0631}{^{\circ }E}}},
или по формуле ГИНИ (Москва):
{\displaystyle \nu =0,0740^{\circ }E-{\frac {0,135}{^{\circ }E}}}